# Pacte dels Vigatans
El Pacte dels Vigatans fou l'acord establert el 17 de maig de 1705 entre diverses personalitats de la petita noblesa vigatana, coneguts popularment com a "Els Vigatans" i més oficialment com a Companyia d'Osona, aplegats a l'ermita de Sant Sebastià, terme municipal de Vic i parroquial de Santa Eulàlia de Riuprimer (Bisbat de Vic), pel qual s'atorgaven poders i es comissionaven Domènec Perera i Antoni de Peguera per negociar un tractat d'aliança amb Anglaterra.
Segons aquesta proposta de pacte secret amb el Regne d'Anglaterra, aquests facilitarien ajuda militar contra Felip V de Castella, així com es comprometrien a respectar Carles III i les lleis catalanes. A canvi, els catalans austriacistes es conjuraven a facilitar el desembarcament de tropes de la Gran Aliança a la costa catalana i a alçar diverses companyies de miquelets comandades per Josep Moragues i Mas.
Llorenç Tomàs, rector del poble el 1705, va instigar la trobada a l'ermita de Sant Sebastià que havia de cristal·litzar en aquest Pacte. Un mes més tard, el 20 de juny del 1705, els comissionats Domènec Perera i Antoni de Peguera i d'Aimeric es reunirien a la capital de la República de Gènova, per a signar el Tractat de Gènova amb Mitford Crowe, l'enviat de la reina Anna d'Anglaterra.

## Assistents a la reunió a Santa Eulàlia
- Llorenç Tomàs i Costa, de la Seu d'Urgell (Alt Urgell), rector de la parròquia de Santa Eulàlia de Riuprimer, que fou qui convocà els patriotes.[3]
- Antoni de Peguera i d'Aimeric i Josep Anton Martí, ambdós de Vic
- Antoni de Cortada i Carles de Regàs i Cavalleria, ambdós de Manlleu
- Francesc Macià Ambert, Bac de Roda, de Roda de Ter
- Jaume Puig i els seus fills Antoni i Francesc, de Perafita
- Josep Moragues i Mas, de Sant Hilari Sacalm